# Ikaria
Icaria, cũng viết là Ikaria (tiếng Hy Lạp: Ικαρία), là một hòn đảo của Hy Lạp tại biển Aegea, 10 hải lý (19 km) về phía tây nam của Samos. Tên của đảo bắt nguồn từ Icarus, con trai của Daedalus trong thần thoại Hy Lạp, người đã rơi xuống vùng biển gần đó. Về mặt hành chính, đảo tạo thành một khu tự quản riêng biệt thuộc đơn vị thuộc vùng Ikaria, một phần của vùng Bắc Aegea. Đô thị chính của đảo và cũng là thủ phủ là Agios Kirykos.
Đây là một đảo trong quần đảo ở phía bắc biển Aegea, đảo có diện tích 255 km² (99 mi²) với 102 mi (160 km) chiều dài bờ biển và 8.312 cư dân. Địa hình đảo có sự tương phản giữa các sườn núi xanh tươi và đá dốc cằn cỗi, hầu hết bề mặt đảo là đối núi. Dãy Aetheras chạy ngang qua đảo, đỉnh cao nhất là 1.037 m. Hầu hết các làng trên đảo nằm tại các vùng đồng bằng gần bờ biển, chỉ một số nằm trong nội địa. Icaria có truyền thống trong việc sản xuất rượu vang đỏ mạnh. Nhiều phần của đảo, đặc biệt là các khe núi, được các bụi cây lớn bao phủ, khiến cho cảnh quan luôn xanh tưới với màu của lá cây. Ngoài các vật nuôi và thuần hóa như các đàn dê nhỏ, đảo còn có một số lượng nhỏ các loài động vật hoang dã như chồn mactet, rái cá thường, nhện nhảy và cóc xanh châu Âu. Icaria có khí hậu Địa Trung Hải đặc trưng.